# Championnat du Ghana de football 1959
Navigation
Saison précédente Saison suivante
La saison 1959 du Championnat du Ghana de football est la deuxième édition de la première division au Ghana, la Premier League. Elle regroupe, sous forme d'une poule unique, les huit meilleures équipes du pays qui se rencontrent deux fois, à domicile et à l'extérieur. Il n'y a ni promotion, ni relégation en fin de saison.
C'est le club d'Asante Kotoko qui remporte le championnat cette saison après avoir terminé en tête du classement final, avec deux points d'avance sur Cornerstones et cinq sur le tenant du titre, Hearts of Oak. C'est le premier titre de champion du Ghana de l'histoire du club.

## Les clubs participants
| - Hearts of Oak - Asante Kotoko - Cornerstones - Great Olympics | - Eleven Wise - Sekondi Hasaacas - Mysterious Dwarfs - Venomous Vipers |

## Compétition
Le barème de points servant à établir les classements se décompose ainsi :
- Victoire : 2 points
- Match nul : 1 point
- Défaite : 0 point

### Classement
| Rang | Équipe            | Pts | J  | G  | N | P  | Bp | Bc | Diff |
| ---- | ----------------- | --- | -- | -- | - | -- | -- | -- | ---- |
| 1    | Asante Kotoko     | 22  | 14 | 11 | 0 | 3  | 45 | 19 | +26  |
| 2    | CornerstonesC     | 20  | 14 | 9  | 2 | 3  | 42 | 27 | +15  |
| 3    | Hearts of OakT    | 17  | 14 | 7  | 3 | 4  | 36 | 20 | +16  |
| 4    | Sekondi Hasaacas  | 16  | 14 | 7  | 2 | 5  | 27 | 19 | +8   |
| 5    | Great Olympics    | 15  | 14 | 6  | 3 | 5  | 27 | 23 | +4   |
| 6    | Venomous Vipers   | 10  | 14 | 4  | 2 | 8  | 20 | 40 | -20  |
| 7    | Mysterious Dwarfs | 6   | 14 | 0  | 6 | 8  | 12 | 38 | -26  |
| 8    | Eleven Wise       | 6   | 14 | 2  | 2 | 10 | 18 | 38 | -20  |

|  | Champion du Ghana 1959                                 |
|  | T : Tenant du titre C : Vainqueur de la Coupe du Ghana |

## Bilan de la saison
| Championnat du Ghana de football 1959 |                           |
| Champion                              | Asante Kotoko (1er titre) |
| Coupes et trophées                    |                           |
| Vainqueur de la Coupe du Ghana 1959   | Cornerstones              |